# Фрідріх Фрідріхс
Фрідріх Фрідріхс (нім. Friedrich Friedrichs; 21 лютого 1895 — 15 липня 1918) — німецький льотчик-ас, лейтенант Прусської армії.

## Біографія
Син службовця митниці. Відвідував гімназію імені Германа Таста в Гузумі, яку закінчив у 1914 році. Кілька семестрів вивчав медицину.
14 серпня 1914 року почав служити в 85-му піхотному полку в Рендсбурзі. Учасник Першої світової війни, 9 жовтня 1914 року у складі полку був відправлений на Західний фронт у Францію. 23 вересня 1915 року, закінчивши офіцерські курси у Мюнхені, отримав звання лейтенанта. У складі 32-го піхотного полку з 8 по 20 жовтня 1915 року брав участь у Сербській кампанії. Отримав тяжке поранення картеччю та був визнаний непридатним для подальшої військової служби.
Подав рапорт про переведення в авіацію. З 1 жовтня 1916 по 20 лютого 1917 р. навчався на курсах у Кельні-Бікендорфі при 7-му льотному запасному дивізіоні, потім — в льотній школі в Падерборні і в школі спостерігачів у Ютербозі. 9 червня 1917 року призначений в 264-й льотний дивізіону, 11 січня 1918 року переведений в 10-ту винищувальну ескадрилью.
15 липня 1918 року літак Фрідріхса Fokker D.VII 309/18 спалахнув під час польоту. Передбачається, що сталося самозаймання боєкомплекту запальних куль. Фрідріхс вистрибнув з парашутом, але той розірвався, зачепившись за хвостове оперення. Похований на військовому цвинтарі Сурпір в Ені.
Всього за час бойових дій добув 21 перемогу (з них 11 аеростатів), ще одна залишилась непідтвердженою.

## Нагороди
- Залізний хрест 2-го і 1-го класу
- Почесна військова медаль (Саксонія)
- Нагрудний знак військового пілота (Пруссія)
- Королівський орден дому Гогенцоллернів, лицарський хрест з мечами

Був представлений до ордена Pour le Mérite, проте рішення про нагородження було оголошене 20 липня 1918 року — через 5 днів після смерті Фрідріхса. В офіційних списках кавалерів ордена не значиться.